# Setouchi Shōnen Yakyū-dan
Setouchi Shōnen Yakyū-dan é um filme de drama japonês de 1984 dirigido e escrito por Masahiro Shinoda. Foi selecionado como representante do Japão à edição do Oscar 1985, organizada pela Academia de Artes e Ciências Cinematográficas.

## Elenco
- Takaya Yamauchi - Ryuta
- Yoshiyuki Omori - Saburo
- Shiori Sakura - Takeme "Mume" Hatano
- Masako Natsume - Komako
- Hideji Ōtaki - Ashigara
- Haruko Kato - Haru
- Ken Watanabe - Tetsuo
- Shima Iwashita - Tome
- Hiromi Go - Masao Nakai